# Giro d'Italia 1935
Il Giro d'Italia 1935, ventitreesima edizione della "Corsa Rosa", si svolse in diciotto tappe dal 18 maggio al 9 giugno 1935, per un percorso totale di 3 577 km. Fu vinto dall'italiano Vasco Bergamaschi, davanti ai connazionali Giuseppe Martano e Giuseppe Olmo.
Nel Giro del 1935 avvenne un vero e proprio passaggio di testimone tra due generazioni di corridori. Quell'anno infatti si registrò l'ultima partecipazione di Alfredo Binda, che si congedò dal Giro classificandosi sedicesimo a 31'13" e giungendo secondo in ben quattro tappe; contemporaneamente si rivelò, alla prima partecipazione, un giovane Gino Bartali, che vinse la settima tappa, da Porto Civitanova all'Aquila staccando tutti sul Passo delle Capannelle, e si aggiudicò la classifica del Gran Premio della Montagna.
La corsa venne vinta dal regolarista Vasco Bergamaschi, che vinse in volata la prima frazione indossando la maglia rosa. La maglia di leader passò poi a Domenico Piemontesi, a Walter Fantini e a Giuseppe Olmo. Nella settima tappa Bergamaschi tornò in testa alla classifica e mantenne la maglia rosa fino al termine della corsa.

## Tappe
| Tappa  | Data      | Percorso                              | km    | Vincitore di tappa  | Leader cl. generale |
| ------ | --------- | ------------------------------------- | ----- | ------------------- | ------------------- |
| 1ª     | 18 maggio | Milano > Cremona                      | 165   | Vasco Bergamaschi   | Vasco Bergamaschi   |
| 2ª     | 19 maggio | Cremona > Mantova                     | 175   | Domenico Piemontesi | Domenico Piemontesi |
| 3ª     | 20 maggio | Mantova > Rovigo                      | 162   | Learco Guerra       | Domenico Piemontesi |
| 4ª     | 21 maggio | Rovigo > Cesenatico                   | 140   | Learco Guerra       | Walter Fantini      |
| 5ª-1ª  | 22 maggio | Cesena > Riccione (cron. individuale) | 35    | Giuseppe Olmo       | Giuseppe Olmo       |
| 5ª-2ª  | 22 maggio | Riccione > Porto Civitanova           | 136   | Antonio Folco       | Giuseppe Olmo       |
|        | 23 maggio | giorno di riposo                      |       |                     |                     |
| 6ª     | 24 maggio | Porto Civitanova > L'Aquila           | 171   | Gino Bartali        | Vasco Bergamaschi   |
| 7ª     | 25 maggio | L'Aquila > Lanciano                   | 146   | Learco Guerra       | Vasco Bergamaschi   |
| 8ª     | 26 maggio | Lanciano > Bari                       | 308   | Learco Guerra       | Vasco Bergamaschi   |
|        | 27 maggio | giorno di riposo                      |       |                     |                     |
| 9ª     | 28 maggio | Bari > Napoli                         | 333   | Raffaele Di Paco    | Vasco Bergamaschi   |
|        | 29 maggio | giorno di riposo                      |       |                     |                     |
| 10ª    | 30 maggio | Napoli > Roma                         | 250   | Learco Guerra       | Vasco Bergamaschi   |
| 11ª    | 31 maggio | Roma > Firenze                        | 317   | Vasco Bergamaschi   | Vasco Bergamaschi   |
|        | 1º giugno | giorno di riposo                      |       |                     |                     |
| 12ª    | 2 giugno  | Firenze > Montecatini Terme           | 134   | Giuseppe Olmo       | Vasco Bergamaschi   |
| 13ª-1ª | 3 giugno  | Montecatini Terme > Lucca             | 99    | René Debenne        | Vasco Bergamaschi   |
| 13ª-2ª | 3 giugno  | Lucca > Viareggio (cron. individuale) | 55    | Maurice Archambaud  | Vasco Bergamaschi   |
| 14ª    | 4 giugno  | Viareggio > Genova                    | 172   | Raffaele Di Paco    | Vasco Bergamaschi   |
|        | 5 giugno  | giorno di riposo                      |       |                     |                     |
| 15ª    | 6 giugno  | Genova > Cuneo                        | 148   | Giuseppe Olmo       | Vasco Bergamaschi   |
| 16ª    | 7 giugno  | Cuneo > Asti                          | 91    | Giuseppe Olmo       | Vasco Bergamaschi   |
| 17ª    | 8 giugno  | Asti > Torino                         | 250   | Raffaele Di Paco    | Vasco Bergamaschi   |
| 18ª    | 9 giugno  | Torino > Milano                       | 290   | Raffaele Di Paco    | Vasco Bergamaschi   |
| Totale | Totale    | Totale                                | 3 577 |                     |                     |

## Squadre e corridori partecipanti
Parteciparono alla corsa 102 ciclisti, 55 "aggruppati", in rappresentanza di sette squadre da otto ciclisti l'una (eccetto la Bianchi che ne schierò sette), e 47 senza squadra, o "isolati". Dei 102 partenti, 62 raggiunsero il traguardo finale di Milano.
| N.             | Cod. | Squadra |
| -------------- | ---- | ------- |
| 1-4, 26-29     |      | Dei     |
| 5, 7-10, 53-55 |      | Fréjus  |
| 6, 11-16, 25   |      | Helyett |
| 17-24          |      | Gloria  |
| 30-34, 43-45   |      | Legnano |
| 35-42          |      | Maino   |
| 46-52          |      | Bianchi |
| 71-117         |      | Isolati |

## Dettagli delle tappe

### 1ª tappa

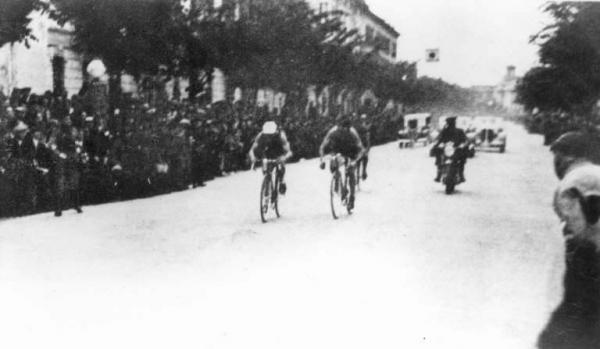
Tappa di Cremona - Arrivo

- 18 maggio: Milano > Cremona – 165 km

Risultati
| Pos. | Corridore           | Squadra | Tempo    |
| ---- | ------------------- | ------- | -------- |
| 1    | Vasco Bergamaschi   | Maino   | 4h30'26" |
| 2    | Domenico Piemontesi | Maino   | s.t.     |
| 3    | Adrien Buttafocchi  | Helyett | s.t.     |

### 2ª tappa
- 19 maggio: Cremona > Mantova – 175 km

Risultati
| Pos. | Corridore           | Squadra | Tempo    |
| ---- | ------------------- | ------- | -------- |
| 1    | Domenico Piemontesi | Maino   | 4h47'24" |
| 2    | Walter Fantini      | Gloria  | a 4"     |
| 3    | Raffaele Di Paco    | Dei     | a 1'26"  |

### 3ª tappa
- 20 maggio: Mantova > Rovigo – 162 km

Risultati
| Pos. | Corridore     | Squadra | Tempo    |
| ---- | ------------- | ------- | -------- |
| 1    | Learco Guerra | Maino   | 4h31'43" |
| 2    | Giuseppe Olmo | Bianchi | s.t.     |
| 3    | Aldo Bini     | Maino   | s.t.     |

### 4ª tappa
- 21 maggio: Rovigo > Cesenatico – 140 km

Risultati
| Pos. | Corridore        | Squadra | Tempo    |
| ---- | ---------------- | ------- | -------- |
| 1    | Learco Guerra    | Maino   | 3h40'36" |
| 2    | Raffaele Di Paco | Dei     | s.t.     |
| 3    | Aldo Bini        | Maino   | s.t.     |

### 5ª tappa
- 22 maggio: Cesena > Riccione – Cronometro individuale – 35 km

Risultati
| Pos. | Corridore     | Squadra | Tempo   |
| ---- | ------------- | ------- | ------- |
| 1    | Giuseppe Olmo | Bianchi | 48'47"  |
| 2    | Aldo Bini     | Maino   | a 1'17" |
| 3    | Learco Guerra | Maino   | a 1'24" |

### 6ª tappa
- 23 maggio: Riccione > Porto Civitanova – 136 km

Risultati
| Pos. | Corridore        | Squadra | Tempo    |
| ---- | ---------------- | ------- | -------- |
| 1    | Antonio Folco    | Fréjus  | 3h47'59" |
| 2    | Joseph Demuysere | Bianchi | s.t.     |
| 3    | Lucien Lauk      | Helyett | s.t.     |

### 7ª tappa
- 24 maggio: Porto Civitanova > L'Aquila – 171 km

Risultati
| Pos. | Corridore        | Squadra | Tempo    |
| ---- | ---------------- | ------- | -------- |
| 1    | Gino Bartali     | Fréjus  | 4h37'48" |
| 2    | Ezio Cecchi      | Gloria  | a 16"    |
| 3    | Ambrogio Morelli | Isolati | a 1'47"  |

### 8ª tappa
- 25 maggio: L'Aquila > Lanciano – 146 km

Risultati
| Pos. | Corridore        | Squadra | Tempo    |
| ---- | ---------------- | ------- | -------- |
| 1    | Learco Guerra    | Maino   | 4h41'25" |
| 2    | Alfredo Binda    | Legnano | s.t.     |
| 3    | Karl Altenburger | Fréjus  | s.t.     |

### 9ª tappa
- 26 maggio: Lanciano > Bari – 308 km

Risultati
| Pos. | Corridore     | Squadra | Tempo     |
| ---- | ------------- | ------- | --------- |
| 1    | Learco Guerra | Maino   | 11h04'05" |
| 2    | Alfredo Binda | Legnano | s.t.      |
| 3    | Giuseppe Olmo | Bianchi | s.t.      |

### 10ª tappa
- 28 maggio: Bari > Napoli – 333 km

Risultati
| Pos. | Corridore        | Squadra | Tempo     |
| ---- | ---------------- | ------- | --------- |
| 1    | Raffaele Di Paco | Dei     | 11h37'55" |
| 2    | Giuseppe Martano | Fréjus  | s.t.      |
| 3    | Learco Guerra    | Maino   | s.t.      |

### 11ª tappa
- 30 maggio: Napoli > Roma – 250 km

Risultati
| Pos. | Corridore        | Squadra | Tempo    |
| ---- | ---------------- | ------- | -------- |
| 1    | Learco Guerra    | Maino   | 8h15'36" |
| 2    | Giuseppe Olmo    | Bianchi | s.t.     |
| 3    | Armando Zucchini | Isolati | s.t.     |

### 12ª tappa
- 31 maggio: Roma > Firenze – 317 km

Risultati
| Pos. | Corridore         | Squadra | Tempo     |
| ---- | ----------------- | ------- | --------- |
| 1    | Vasco Bergamaschi | Maino   | 10h58'30" |
| 2    | Giuseppe Martano  | Fréjus  | s.t.      |
| 3    | Mario Cipriani    | Fréjus  | s.t.      |

### 13ª tappa
- 2 giugno: Firenze > Montecatini Terme – 134 km

Risultati
| Pos. | Corridore        | Squadra | Tempo    |
| ---- | ---------------- | ------- | -------- |
| 1    | Giuseppe Olmo    | Bianchi | 4h37'01" |
| 2    | Joseph Demuysere | Bianchi | s.t.     |
| 3    | Alfredo Binda    | Legnano | s.t.     |

### 14ª tappa
- 3 giugno: Montecatini Terme > Lucca – 99 km

Risultati
| Pos. | Corridore      | Squadra | Tempo    |
| ---- | -------------- | ------- | -------- |
| 1    | René Debenne   | Dei     | 2h54'45" |
| 2    | Aladino Mealli | Legnano | s.t.     |
| 3    | Giuseppe Olmo  | Bianchi | s.t.     |

### 15ª tappa
- 3 giugno: Lucca > Viareggio – Cronometro individuale – 55 km

Risultati
| Pos. | Corridore          | Squadra | Tempo    |
| ---- | ------------------ | ------- | -------- |
| 1    | Maurice Archambaud | Dei     | 1h16'50" |
| 2    | Giuseppe Olmo      | Bianchi | a 1'05"  |
| 3    | Learco Guerra      | Maino   | a 1'36"  |

### 16ª tappa
- 4 giugno: Viareggio > Genova – 172 km

Risultati
| Pos. | Corridore        | Squadra | Tempo    |
| ---- | ---------------- | ------- | -------- |
| 1    | Raffaele Di Paco | Dei     | 5h29'25" |
| 2    | Giuseppe Olmo    | Bianchi | s.t.     |
| 3    | Alfredo Binda    | Legnano | s.t.     |

### 17ª tappa
- 6 giugno: Genova > Cuneo – 148 km

Risultati
| Pos. | Corridore        | Squadra | Tempo    |
| ---- | ---------------- | ------- | -------- |
| 1    | Raffaele Di Paco | Dei     | 4h25'17" |
| 2    | Learco Guerra    | Maino   | s.t.     |
| 3    | Remo Bertoni     | Legnano | s.t.     |

### 18ª tappa
- 7 giugno: Cuneo > Asti – 91 km

Risultati
| Pos. | Corridore        | Squadra | Tempo    |
| ---- | ---------------- | ------- | -------- |
| 1    | Giuseppe Olmo    | Bianchi | 2h38'49" |
| 2    | Alfredo Binda    | Legnano | s.t.     |
| 3    | Joseph Demuysere | Bianchi | s.t.     |

### 19ª tappa
- 8 giugno: Asti > Torino – 250 km

Risultati
| Pos. | Corridore        | Squadra | Tempo    |
| ---- | ---------------- | ------- | -------- |
| 1    | Raffaele Di Paco | Dei     | 8h35'58" |
| 2    | Giuseppe Martano | Fréjus  | s.t.     |
| 3    | Alfredo Binda    | Legnano | s.t.     |

### 20ª tappa
- 9 giugno: Torino > Milano – 290 km

Risultati
| Pos. | Corridore        | Squadra | Tempo    |
| ---- | ---------------- | ------- | -------- |
| 1    | Raffaele Di Paco | Dei     | 9h53'09" |
| 2    | Alfredo Binda    | Legnano | s.t.     |
| 3    | Giuseppe Martano | Fréjus  | s.t.     |

## Classifiche finali

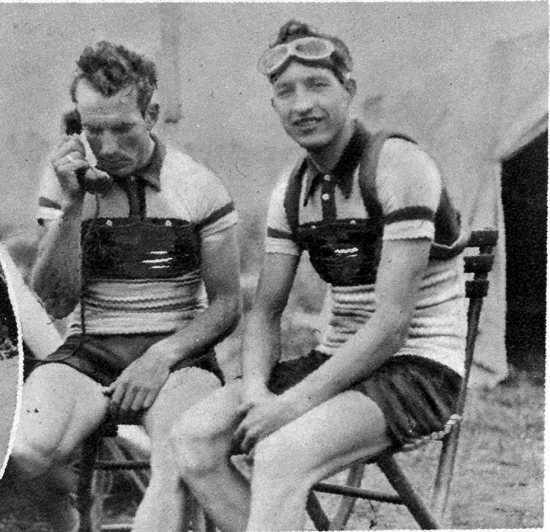
Gino Bartali durante una pausa del Giro d'Italia del 1935

### Classifica generale - Maglia rosa
| Pos. | Corridore          | Squadra | Tempo      |
| ---- | ------------------ | ------- | ---------- |
| 1    | Vasco Bergamaschi  | Maino   | 113h22'46" |
| 2    | Giuseppe Martano   | Fréjus  | a 3'07"    |
| 3    | Giuseppe Olmo      | Bianchi | a 6'12"    |
| 4    | Learco Guerra      | Maino   | a 7'22"    |
| 5    | Maurice Archambaud | Dei     | a 9'19"    |
| 6    | Remo Bertoni       | Legnano | a 9'46"    |
| 7    | Gino Bartali       | Fréjus  | a 16'01"   |
| 8    | Ezio Cecchi        | Gloria  | a 16'03"   |
| 9    | Augusto Introzzi   | Gloria  | a 17'01"   |
| 10   | Ambrogio Morelli   | Isolati | a 17'13"   |

### Classifica del Gran Premio della Montagna
| Pos. | Corridore         | Squadra | Punti |
| ---- | ----------------- | ------- | ----- |
| 1    | Gino Bartali      | Fréjus  | 44    |
| 2    | Remo Bertoni      | Legnano | 28    |
| 3    | Mario Cipriani    | Fréjus  | 14    |
| 4    | Francesco Camusso | Legnano | 9     |
| 5    | Giuseppe Martano  | Fréjus  | 9     |

### Classifica stranieri
| Pos. | Corridore          | Squadra | Tempo      |
| ---- | ------------------ | ------- | ---------- |
| 1    | Maurice Archambaud | Dei     | 113h32'02" |
| 2    | René Debenne       | Dei     | a 21'55"   |
| 3    | Karl Altenburger   | Fréjus  | a 23'53"   |
| 4    | Léon Level         | Helyett | a 37'14"   |
| 5    | Albert Gabard      | Helyett | a 48'54"   |

### Classifica isolati - Maglia bianca
| Pos. | Corridore         | Squadra | Tempo      |
| ---- | ----------------- | ------- | ---------- |
| 1    | Ambrogio Morelli  | Isolati | 113h40'09" |
| 2    | Eugenio Gestri    | Isolati | a 2'03"    |
| 3    | Clemente Grassi   | Isolati | a 22'10"   |
| 4    | Renato Scorticati | Isolati | a 23'03"   |
| 5    | Giuseppe Baroni   | Isolati | a 24'26"   |

### Classifica a squadre - Trofeo Morgagni
| Pos. | Squadra | Tempo      |
| ---- | ------- | ---------- |
| 1    | Fréjus  | 340h54'42" |
| 2    | Maino   | a 9'35"    |
| 3    | Dei     | a 15'35"   |
| 4    | Gloria  | a 25'58"   |
| 5    | Legnano | a 27'30"   |
| 6    | Helyett | a 2h22'39" |